# Goyo Vergel
Gregorio "Goyo" Vergel Serrano, né le 26 octobre 1930 à Madrid et mort en 1988, est un joueur de football espagnol occupant le poste de gardien de but.

## Carrière
Ayant commencé sa carrière très jeune à l'âge de 17 ans, Vergel joue une saison au CD Numancia. Ensuite, il joue pour Osasuna pendant 6 six saisons et partira même pour l'Afrique où il gardera les cages du Club Atlético Tetuán pendant un an. Il reviendra en Espagne et s'engagera avec Cadiz; un an plus tard, il rejoint Valence et gagnera la Coupe des villes de foires ainsi que le Trophée Zamora en 1958. Il aura l'occasion de remporter une deuxième coupe des villes de foires en 63-64 mais le club échoue en finale.

## Palmarès
- Coupe des villes de foires 1961-1962
- Trophée Zamora